# Galium crassifolium
Galium crassifolium är en måreväxtart som beskrevs av Wei Chiu Chen. Galium crassifolium ingår i släktet måror, och familjen måreväxter. Inga underarter finns listade i Catalogue of Life.